# The Royal and Ancient Golf Club of St Andrews
A The Royal and Ancient Golf Club of St Andrews egy a skóciai St Andrewsban, 1754-ben megalapított golfklub, amely napjainkig az egyik legtekintélyesebb golf szervezet.

## Története
St Andrews városa, nagy katedrálisával és (1413-ban alapított) egyetemével, nagy múltú vallási és kereskedelmi központ Skóciában. Emellett a golfból is haszna származik, mivel ez a hely „Home of Golf” („A golf otthona“) néven is ismert. A reformáció ideje alatt, vallási szerepének meggyengülése gazdasági és kulturális visszaesést eredményezett. És habár az Old Course-on több mint 200 éve játsszák a golfot, a politikai és vallási elit számára a 18. század közepéig nem volt fontos úti cél.
1754. május 14-én itt találkozott egymással a sport 22 patrónusa („22 Noblemen and Gentlemen of the Kingdom of Fife”), egyéves torna, az ún. „Silver Club” megrendezése miatt. Ahogy az alapító okiratban is olvasható, St Andrews népe, a golf ügyét „Alma Materként“ megvizsgálta és úgy ítélte meg, hogy elősegíti a város felvirágzását. A fellendülés valóban bekövetkezett, de nyilván nemcsak a tornáknak köszönhetően, hanem amiatt is hogy a „Gentlemen Golfers of Leith” társaság (a későbbi The Honourable Company of Edinburgh Golfers) saját golfpályája kapacitásproblémáival küszködött, és emiatt többször is székhelyváltoztatásra kényszerült.
St Andrews növekvő hírneve 1834-ben mutatkozott meg, amikor IV. Vilmos a klubnak aThe Royal and Ancient Golf Club of St Andrews nevet adta, amelyet a köznyelvben R&A-re (ejtsd: árendé) rövidítettek. Az 1854-ben épült impozáns klubház, amely 1873-tól rendszeresen adott otthont a tekintélyes Open Championship számára, lehetővé tette, hogy St Andrews a 19. század végére visszanyerje korábbi vezető szerepét.
Habár 1894-ben megalakult az USGA, amely az Amerikai Egyesült Államok és Mexikó területén lett hivatott felügyelni a golf szabályait, 1897-től a többi országban mégis az R&A szabályai szerint folyt a játék. Végül 1951-ben a két szervezet megállapodásával létrejött egy majdnem világszerte érvényes, egységes szabályzat. Néhol az engedélyezett, illetve tiltott eszközök használatával kapcsolatos részletekkel nem értettek egyet.

## A Brit Golfmúzeum
A Brit Golfmúzeum (The British Golf Museum) a Royal and Ancient Golf Club of St Andrews kezelésében működő múzeum, amely a golf több évszázados történetét mutatja be. Ez a múzeum az Old Course és a Royal and Ancient Golf Club of St Andrews székházának együttese, egyike Skócia 4, a Skót Turisztikai Hivatal által 5 csillagos látnivalóként elismert látványosságának.
A múzeum 1990. szeptember 19-én nyílt meg. A gyűjtemény eredete 1864-re nyúlik vissza a Royal and Ancient Golf Club of St Andrews ekkor hozta létre a golf játékhoz kapcsolódó tárgyi és írott emlékek gyűjtésével és megőrzésével foglalkozó bizottságát. A gyűjtemény tárgyait 1884-től a klubház "Különlegességek kabinetje" elnevezésű helyiségében állították ki. A rendelkezésre álló tér egyre szűkebbnek bizonyult így ezt a kiállítást 1960-ban kénytelenek voltak bezárni. A Royal and Ancient Golf Club 1985-ben határozott egy speciális múzeumépület megépítéséről.

## A Royal and Ancient és az R&A
A kettős feladat – a helyi golfklub fenntartása, illetve a sport nemzetközi felügyelete – 2004. január 1-jén szétválást eredményezett. A golfklub megmaradt golfklubnak, a hivatalos adminisztrátori teendőket és a nagy tornák szervezésével kapcsolatos ügyeket pedig egy csoport vette át, amely R&A néven egy új céget alapított.
Az R&A az USGA mellett felelős a hivatalos golf szabályzat és a „Decisionök“ (a szabályértelmezések) publikálásáért. Bevételük elsősorban a Open Championship megrendezéséből származik. Emellett más tornákat is szerveznek, elsősorban amatőrök számára, mint például a Junior Open és a Walker Cup.
A Royal and Ancient Golf Club of St Andrews bevételei a tagdíjakból, illetve az Old Course bérbeadásából származnak. A klub világszerte 2400 tagot támogat.

## Külső hivatkozások
- A Royal and Ancient Golf Club hivatalos internetes oldala Archiválva 2006. április 27-i dátummal a Wayback Machine-ben
- Az R&A internetes oldala
- A Brit Golfmúzeum internetes oldala
- St Andrews város internetes oldala